# The Plunderer (film fra 1924)
The Plunderer er en amerikansk stumfilm fra 1924 instrueret af George Archainbaud.

## Medvirkende
- Frank Mayo som Bill Matthews
- Evelyn Brent
- Tom Santschi som Bill Presbey
- Jim Mason
- Peggy Shaw som Joan Presbey
- Eddie Phillips som Richard Townsend
- Dan Mason som Bells Parks